# أرزاق (رواية)
رواية أرزاق هي رواية اجتماعية طويلة كما نقرأ على غلافها، وهي من تأليف الدكتور نبيل فاروق المؤلف الشبابي المصري الشهير، ومن إصدار المؤسسة العربية الحديثة.

## مقدمة عن الرواية
تتألف الرواية من أربعة أجزاء، وتدور أحداثها في مصر منذ العهد الملكي، ثم عهد ثورة 23 يوليو وإقامة الجمهورية، وما نتج عن ذلك من أحداث، وصعود شخصيات ونزول أخرى، وظهور طبقات جديدة، واستمرار الصراع السياسي والاجتماعي، مع استغلال النفوذ والسلطات لتحقيق المصالح الشخصية، وذلك من خلال شخصية الضابط (حسين البنهاوي) وأسرته.

## وصلات خارجية
- موقع روايات